# Bockem
Bockem war ein Ortsteil der Gemeinde Much im nordrhein-westfälischen Rhein-Sieg-Kreis.

## Lage
Bockem liegt zwischen Much und Berghausen im oberen Wahnbachtal. In einigen Karten ist es fälschlicherweise als Borkem verzeichnet.

## Einwohner
1845 wurden Hof und Mühle Bockum als ein Haushalt mit acht Bewohnern benannt.
1901 war der Ort ein Gehöft und hatte neun Einwohner: Mühlenbesitzer Joh. Peter Sommerhäuser, Ackerer Peter Sommerhäuser, Ackerin Witwe Peter Sommerhäuser und Ackerer Friedrich Wilhelm Tüschenbönner.